# تومومی سو
تومومی سو (ژاپنی: 瀬尾 智美) بازیکن فوتبال اهل ژاپن است که از سال ۱۹۸۶ میلادی عضو تیم ملی فوتبال ژاپن بوده و در ۱ بازی ملی حضور داشته است. آخرین بازی ملی وی در تاریخ ۲۱ ژانویه ۱۹۸۶ میلادی بود. تومومی سو در بازی‌های ملی‌اش گلی به ثمر نرساند.